# Liste der Biografien/Schau
Liste der Biografien |
Portal Biografien |
Personensuche
# |
A |
B |
C |
D |
E |
F |
G |
H |
I |
J |
K |
L |
M |
N |
O |
P |
Q |
R |
S |
T |
U |
V |
W |
X |
Y |
Z |
?
 
Sa |
Sb |
Sc |
Sd |
Se |
Sf |
Sg |
Sh |
Si |
Sj |
Sk |
Sl |
Sm |
Sn |
So |
Sp |
Sq |
Sr |
Ss |
St |
Su |
Sv |
Sw |
Sy |
Sz
 
Sca–Sce |
Sch |
Sci–Scz
 
Scha |
Schc |
Schd |
Sche |
Schg |
Schi |
Schj |
Schk |
Schl |
Schm |
Schn |
Scho |
Schp |
Schr |
Schs |
Scht |
Schu |
Schv |
Schw |
Schy
 
Schaa |
Schab |
Schac |
Schad |
Schae |
Schaf |
Schag |
Schah |
Schai |
Schaj |
Schak |
Schal |
Scham |
Schan |
Schap |
Schaq |
Schar |
Schas |
Schat |
Schau |
Schav |
Schaw |
Schax |
Schay |
Schaz
Die Liste der Biografien führt alle Personen auf, die in der deutschsprachigen Wikipedia einen Artikel haben. Dieses ist eine Teilliste mit 406 Einträgen von Personen, deren Namen mit den Buchstaben „Schau“ beginnt.

## Schau
- Schau, Alfred (* 1867), deutscher Bauingenieur, preußischer Baubeamter und Baugewerkschul-Leiter
- Schau, Andreas Anker (1813–1873), schleswig-holsteinischer und preußischer Marineoffizier
- Schau, Ferdinand von (1768–1840), preußischer Offizier und Landrat
- Schau, Finn (* 1948), norwegischer Schauspieler und Synchronsprecher
- Schau, Justin (* 1998), deutscher Fußballspieler
- Schau, Reinhard (1935–2019), deutscher Opernregisseur und ehemaliger Hochschullehrer

### Schaub
- Schaub, Bernhard (* 1954), Schweizer Holocaustleugner
- Schaub, Christoph (* 1958), Schweizer FilmregisseurChristoph Schaub (* 1958)

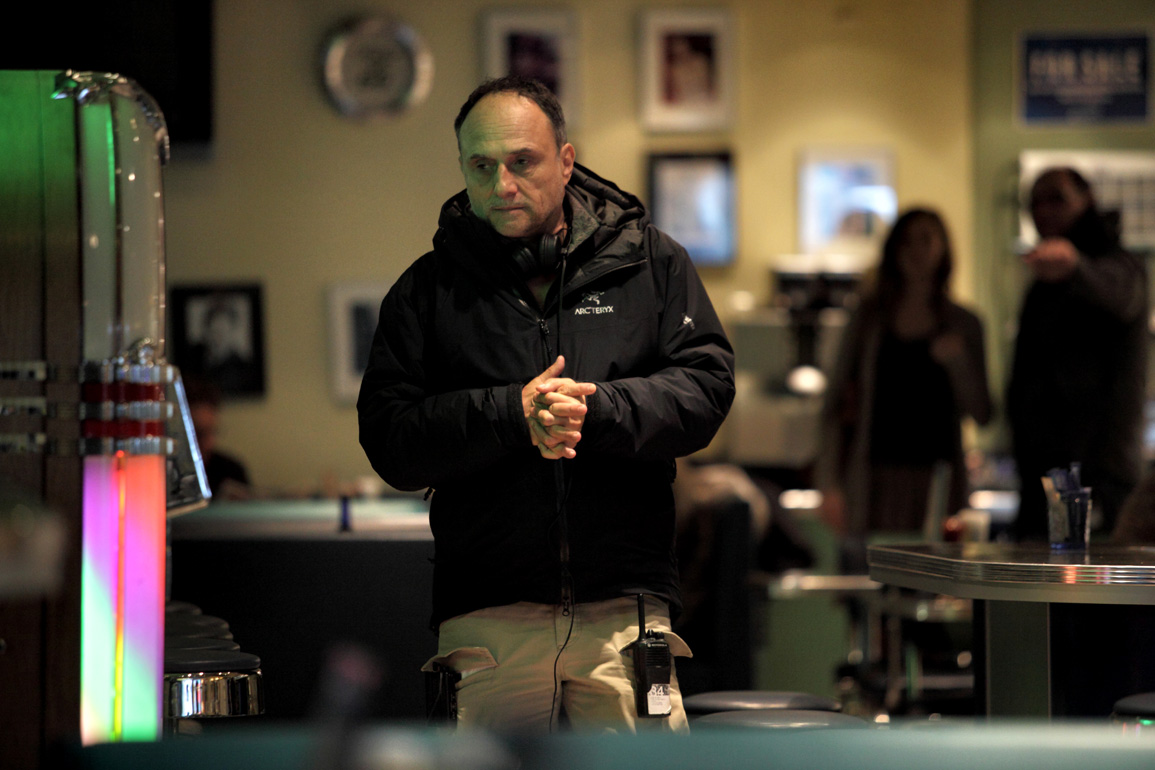
Christoph Schaub (* 1958)

- Schaub, Daniel (* 1983), deutscher Musiker und Komponist
- Schaub, David, Animations-Supervisor
- Schaub, Dieter (* 1937), deutscher Unternehmer und Verleger
- Schaub, Eduard († 1887), deutscher Politiker, Bürgermeister in Wattenscheid
- Schaub, Eugen (1911–1980), deutscher Schauspieler, Synchronsprecher und Theaterregisseur
- Schaub, Franz (1914–2002), deutscher Autor und Journalist
- Schaub, Franz Seraph (1870–1927), deutscher katholischer Theologe
- Schaub, Franz von (1817–1871), österreichischer Astronom und Ozeanograph
- Schaub, Fred (1960–2003), deutscher Fußballspieler
- Schaub, Frédéric (* 1987), Schweizer Fußballspieler
- Schaub, Friedrich (1887–1957), deutscher Historiker, Lehrer und Archivar
- Schaub, Friedrich (1910–2002), deutscher Garten und Landschaftsarchitekt
- Schaub, Friedrich Wilhelm (* 1759), deutscher Maler und Zeichner
- Schaub, Fritz (* 1936), Schweizer Journalist und Autor
- Schaub, Gerhard (1938–2017), deutscher Germanist
- Schaub, Günter (1933–2013), deutscher Jurist, Richter am Bundesarbeitsgericht
- Schaub, Gustav (1875–1944), deutscher Kunstmaler
- Schaub, Hans Ferdinand (1880–1965), deutscher Komponist
- Schaub, Hans Walter (1913–1994), Schweizer Paläontologe und Geologe
- Schaub, Hans-Peter (* 1961), deutscher Fotojournalist, Naturfotograf, Buchautor und Chefredakteur des Magazins NaturFoto, promovierter Biologe
- Schaub, Harald (1917–1991), deutscher Maler
- Schaub, Harald (* 1935), deutscher Fußballspieler
- Schaub, Heinrich (1802–1890), Schweizer Politiker
- Schaub, Heinrich (1911–1943), deutscher Fußballspieler
- Schaub, Heinrich (* 1915), deutscher LDPD-Funktionär, MdV
- Schaub, Heinrich Wilhelm (1875–1930), deutscher Politiker, Landtagsabgeordneter im Volksstaat Hessen
- Schaub, Hermann (1900–1961), deutscher Kaufmann, Politiker (SPD) und Verbandsfunktionär
- Schaub, Hugo (1904–1977), deutscher Politiker (SPD), MdL
- Schaub, Jakob (1823–1877), Landtagsabgeordneter Großherzogtum Hessen
- Schaub, Jakob (1862–1950), Schweizer Drucker und Verleger
- Schaub, Johann Jakob (1828–1910), Schweizer Lehrer und Heimatkundler
- Schaub, Josef (1899–1978), deutscher Verleger
- Schaub, Julius (1898–1967), deutscher NS-Funktionär und langjähriger persönlicher Chefadjutant Adolf HitlersJulius Schaub (1898–1967)

Julius Schaub (1898–1967)

- Schaub, Jürg (1934–2009), Schweizer Grafiker und Werbefachmann
- Schaub, Karin (1928–2024), Schweizer Malerin, Zeichnerin und Grafikerin
- Schaub, Käthe (1892–1973), deutsche Politikerin (SPD), MdL
- Schaub, Louis (* 1994), deutsch-österreichischer Fußballspieler
- Schaub, Luca (1988–2024), deutscher Schauspieler
- Schaub, Lukas (1690–1758), englischer Diplomat Schweizer Abstammung
- Schaub, Manfred (1957–2018), deutscher Politiker (SPD), MdL
- Schaub, Marc (* 1992), deutscher Eishockeyspieler
- Schaub, Martin (1937–2003), Schweizer Publizist
- Schaub, Matt (* 1981), US-amerikanischer American-Football-Spieler
- Schaub, Michael (* 1974), schweizerischer Psychologe, Psychotherapeut und Suchtforscher
- Schaub, Mirjam (* 1970), deutsche Philosophin
- Schaub, Moritz (* 1990), Schweizer Unihockeyspieler
- Schaub, Olga (1913–1945), deutsche Schauspielerin
- Schaub, Peter (1897–1945), deutscher Politiker (NSDAP), MdR
- Schaub, Philip (* 1997), deutscher BMX-Fahrer
- Schaub, Renate (* 1967), deutsche Rechtswissenschaftlerin
- Schaub, Samuel (1882–1962), Schweizer Paläontologe
- Schaub, Sarah (* 1983), US-amerikanische Schauspielerin
- Schaub, Sebastian (* 1970), deutscher Politiker (Bündnis 90/Die Grünen)
- Schaub, Siglinde (* 1940), deutsche Politikerin (PDS, Die Linke), MdA
- Schaub, Stefan (* 1952), deutscher Musikpädagoge
- Schaub, Thomas (* 1962), deutscher Unternehmer und Verleger
- Schaub, Urs (* 1951), Schweizer Theaterregisseur und Schriftsteller
- Schaub, Walter (1885–1957), Schweizer Politiker
- Schaub, Werner (* 1945), deutscher bildender Künstler
- Schaubach, Adolf (1800–1850), deutscher Schriftsteller, Geograph und Alpenforscher
- Schaubach, Heinz (1886–1970), deutscher Unternehmer und Inhaber Wallendorfer Porzellan / Schaubachkunst
- Schaubach, Johann Andreas (1766–1844), deutscher Architekt, Hofmaurer und Bauinspektor am Hof von Sachsen-Meiningen
- Schaubach, Johann Konrad (1764–1849), deutscher Astronom und Gymnasiallehrer
- Schaube, Adolf (1851–1934), Wirtschaftshistoriker und Abgeordneter
- Schaube, Reinhold J. W. (1955–2021), deutscher Politiker (Partei Rechtsstaatlicher Offensive), MdHB
- Schauber, Hans-Peter (* 1945), deutscher Fußballspieler (Torhüter)
- Schauberger, Anna (* 1985), österreichische Musikproduzentin, Sängerin, Komponistin und Radiomoderatorin
- Schauberger, Johann Georg († 1751), österreichischer Bildhauer, Stuckateur und Maler des Spätbarock
- Schauberger, Othmar (1901–1993), österreichischer Höhlenforscher
- Schauberger, Viktor (1885–1958), österreichischer Förster, Forscher und ErfinderViktor Schauberger (1885–1958)

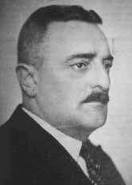
Viktor Schauberger (1885–1958)

- Schaubert, Eduard (1804–1860), deutscher Architekt
- Schaubert, Else von (1886–1977), deutsche Anglistin und Philologin
- Schaubert, Gustav von (1801–1876), deutscher Jurist und Politiker
- Schäuble, Carl J. (1933–2010), deutscher Schlagertexter
- Schäuble, Ingeborg (* 1943), deutsche Volkswirtin, Ehefrau von Wolfgang Schäuble, Vorstandsvorsitzende der Welthungerhilfe
- Schäuble, Jan (* 1999), Schweizer Ruderer
- Schäuble, Juliane (* 1976), deutsche Journalistin
- Schäuble, Karl (1907–2000), deutscher Politiker (BCSV, CDU)
- Schäuble, Martin (* 1978), deutscher Politikwissenschaftler, Journalist und Sachbuchautor
- Schäuble, Michael (* 1978), deutscher Musikproduzent, Komponist, Songwriter, Filmemacher und Unternehmer
- Schäuble, Michaela (* 1973), deutsche Sozialanthropologin
- Schäuble, Niko (* 1962), deutscher Schlagzeuger des Modern Jazz und Komponist
- Schäuble, Paul (1863–1955), Benediktinerabt
- Schäuble, Stephan, deutscher Journalist
- Schäuble, Thomas (1948–2013), deutscher Politiker (CDU), MdL und Wirtschaftsmanager
- Schäuble, Wolfgang (1942–2023), deutscher Politiker (CDU), MdB, Bundesminister, BundestagspräsidentWolfgang Schäuble (1942–2023)

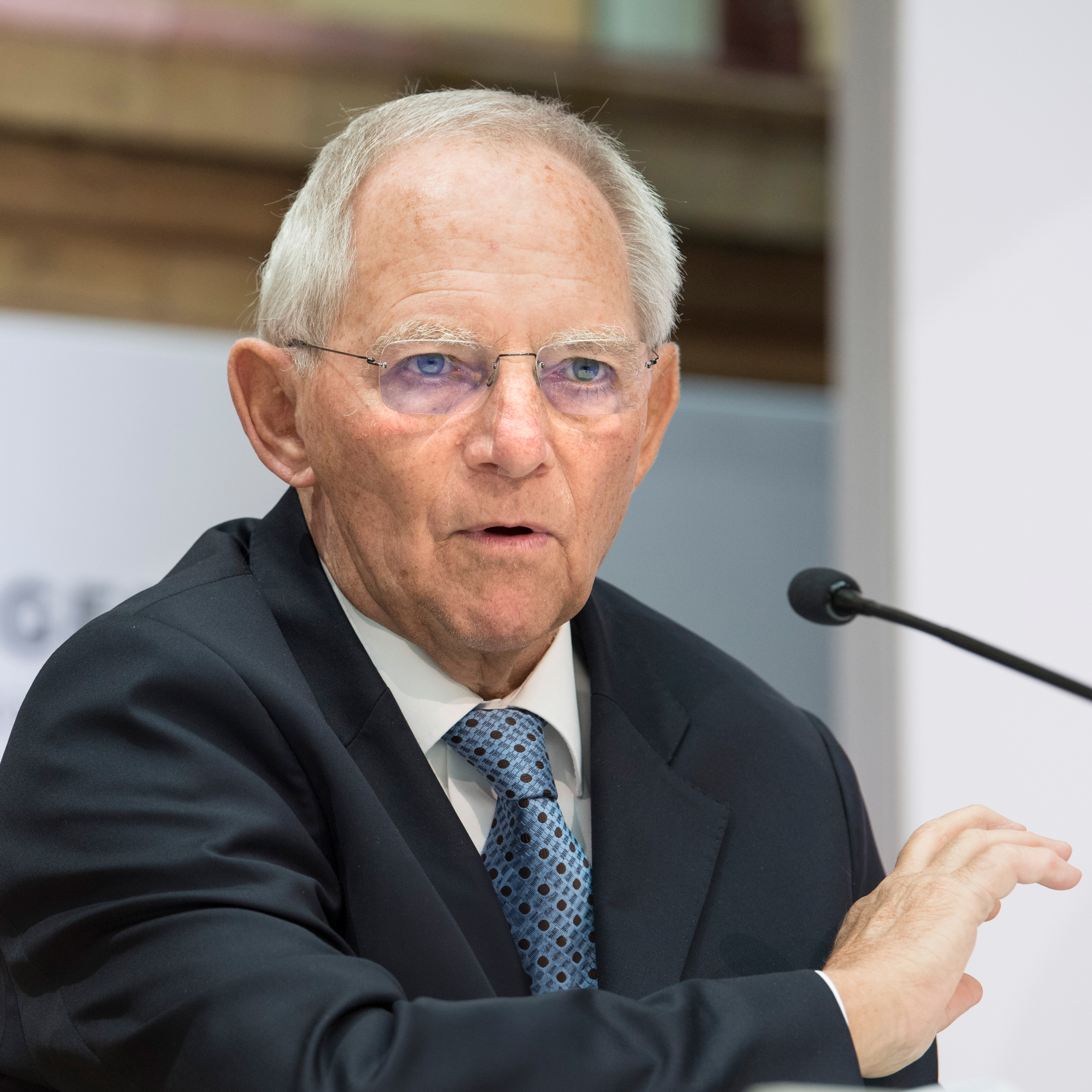
Wolfgang Schäuble (1942–2023)

- Schäubli, Eduard (1866–1923), Schweizer Lehrer, Unternehmer und Politiker
- Schäublin, Charles (1883–1958), Schweizer Unternehmer und Mäzen
- Schäublin, Christoph (* 1941), Schweizer Altphilologe
- Schäublin, Cyril (* 1984), Schweizer Regisseur
- Schäublin, Johann Jakob (1822–1901), Schweizer Lehrer, Politiker, Waisenvater, Liedersammler
- Schaubmaier, Wolfgang (1868–1942), österreichischer Benediktiner und Autor
- Schaubrenner, Thorsten (* 1968), deutscher Journalist und Moderator
- Schaubs, Elmar (1967–2002), deutscher Politiker (CDU) und Landrat in Mecklenburg-Strelitz

### Schaud
- Schaude, Ernst (1916–2001), deutscher Politiker, MdL, Landrat, Regierungsvizepräsident
- Schaude, Otto (1944–2016), deutscher Pädagoge und Bischof
- Schauder, Christoph (* 1981), deutscher Kommunalpolitiker (CDU)
- Schauder, Juliusz (1899–1943), polnischer Mathematiker
- Schauder, Karlheinz (1931–2021), deutscher Autor und Lokalhistoriker
- Schauder, Lukas (* 1997), deutscher Politiker (Bündnis 90/Die Grünen), MdL
- Schauder, Peter, deutscher Internist, Gastroenterologe, Ernährungsmediziner und Hochschullehrer
- Schauder, Wilhelm (1884–1961), deutscher Tierarzt und Hochschullehrer
- Schaudig, Hanspeter, deutscher Altorientalist
- Schaudinn, Fritz (1871–1906), deutscher Zoologe und Immunologe, Entdecker des Syphilis-Erregers
- Schaudt, Emil (1871–1957), deutscher Architekt
- Schaudt, Martin (* 1958), deutscher Dressurreiter
- Schaudt, Philipp Gottfried (1739–1809), deutscher Schulmeister und Mechanikus

### Schaue
- Schauen, Ulli (* 1957), deutscher Journalist, Publizist und Bürgerrechtler
- Schauenberg, Bernd (* 1944), deutscher Wirtschaftswissenschaftler
- Schauenberg, Paul (1928–2019), Schweizer Zoologe, Botaniker und Autor
- Schauenberg-Ott, Carl (1833–1916), Schweizer Kaufmann, Verleger und Lokalchronist von Zofingen
- Schauenburg, Adalbert von († 1073), deutscher Graf
- Schauenburg, Alexis von (1828–1894), deutscher Gutsbesitzer und Politiker, MdR
- Schauenburg, August Moritz Ferdinand (1863–1933), deutscher Verleger
- Schauenburg, Balthasar Alexis Henri Antoine von (1748–1831), französischer General elsässischer HerkunftBalthasar Alexis Henri Antoine von Schauenburg (1748–1831)

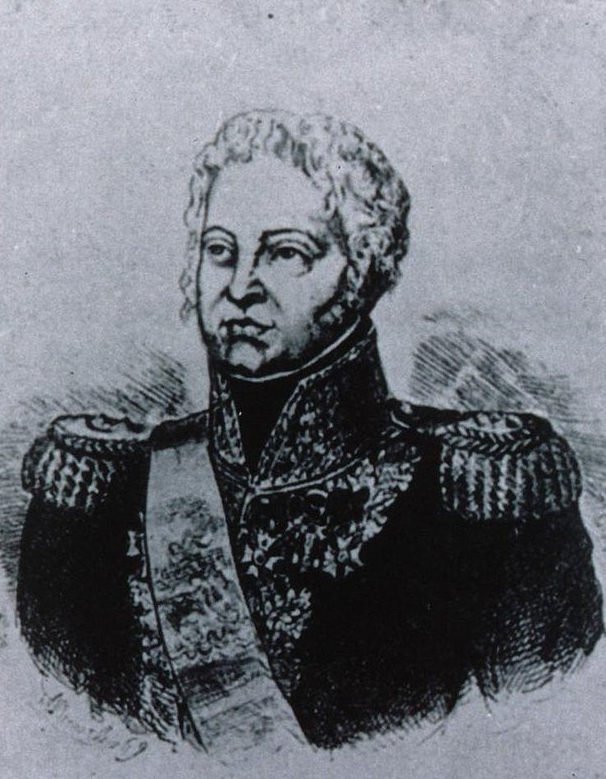
Balthasar Alexis Henri Antoine von Schauenburg (1748–1831)

- Schauenburg, Carl Hermann (1819–1876), deutscher Mediziner, Burschenschafter und Dichter
- Schauenburg, Eduard (1821–1901), deutscher Pädagoge und Gymnasiallehrer
- Schauenburg, Hannibal von (1582–1634), Adliger, Generalfeldmarschall im Dreißigjährigen Krieg
- Schauenburg, Henning (* 1954), deutscher Arzt, Hochschullehrer und Psychotherapie-Forscher
- Schauenburg, Johann, Klosterpropst zu Uetersen
- Schauenburg, Johann Baptist von (1701–1775), Grossprior des deutschen Grosspriorats der Malteser und Fürst von Heitersheim
- Schauenburg, Konrad (1921–2011), deutscher Klassischer Archäologe
- Schauenburg, Ludwig (1839–1909), deutscher Pastor
- Schauenburg, Moritz (1827–1895), deutscher Verleger
- Schauenburg, Otto, deutscher Geistlicher, neunter Klosterpropst zu Uetersen
- Schauenburg, Theodor (1885–1917), deutscher Flugpionier und ein Alter Adler
- Schauenstein, Adolf (1827–1891), österreichischer Gerichtsmediziner
- Schauenstein, Erwin (1918–1999), österreichischer Biochemiker und Universitätsprofessor
- Schauenstein, Konrad (1944–2007), österreichischer Arzt und Immunpathologe
- Schauenstein, Walther (1870–1943), österreichischer Gynäkologe
- Schauer, Andrea (* 1959), deutsche Geschäftsführerin von Playmobil & geobra
- Schauer, Andreas (* 1986), deutscher Freestyle-Skisportler
- Schauer, August (1872–1941), Gottscheer Priester und Publizist
- Schauer, Bernhard (1929–1995), deutscher Schachkomponist
- Schauer, Berthold, deutscher Goldschmiedemeister
- Schauer, Christoph (* 1973), deutscher Musiker, Filmkomponist und Produzent
- Schauer, Erwin (1927–2006), österreichischer Politiker (ÖVP), Abgeordneter zum Nationalrat
- Schauer, Ewald (1927–2018), deutscher Basketballfunktionär, -trainer, -fachbuchautor und Sportphilologe
- Schauer, Frank (* 1989), deutscher Langstreckenläufer
- Schauer, Frieder (1949–2019), deutscher Mikrobiologe
- Schauer, Friedrich (1891–1958), deutscher Theologe und Neuorientalist
- Schauer, Friedrich (1913–2007), deutscher Architekt und Widerstandskämpfer
- Schauer, Genoveva (1898–1962), deutsche Politikerin (SPD)
- Schauer, Georg Kurt (1899–1984), deutscher Verleger und Buchhistoriker
- Schauer, Gila, deutsche Sprachwissenschaftlerin
- Schauer, Hans (1926–2010), deutscher Diplomat
- Schauer, Helmut (1937–2001), deutscher Gewerkschafter der IG-Metall
- Schauer, Helmut (* 1943), österreichischer Informatikprofessor
- Schauer, Herbert (1924–1988), deutscher Schriftsteller und Fernsehautor
- Schauer, Hermann-Ernst (1923–2011), deutscher Antifaschist
- Schauer, Hubert Gordon (1862–1892), tschechischer Publizist und Literaturkritiker
- Schauer, Hugo von (1862–1920), österreichischer Jurist
- Schauer, Johann (1840–1914), österreichischer Advokat und Politiker, Landtagsabgeordneter
- Schauer, Johann Baptist (1872–1942), deutscher Geistlicher, römisch-katholischer Weihbischof in München und Freising
- Schauer, Johann Conrad (1813–1848), deutscher Botaniker
- Schauer, Johannes (1918–1992), österreichischer Schauspieler
- Schauer, Lucie (1926–2011), deutsche Germanistin, Journalistin, Autorin und Ausstellungskuratorin
- Schauer, Maggie, klinische Psychologin
- Schauer, Maria († 1948), österreichische Schneiderin und ist eine Gerechte unter den Völkern
- Schauer, Mark (* 1961), US-amerikanischer Politiker
- Schauer, Markus (* 1967), deutscher Altphilologe
- Schauer, Martin (* 1957), österreichischer Rechtswissenschaftler
- Schauer, Matthias, deutscher Diplomat
- Schauer, Otto (1923–1985), deutscher Maler
- Schauer, Peter (* 1943), deutscher Archäologe für Vor- und Frühgeschichte
- Schauer, Peter A. (1930–2018), österreichischer Filmsammler und Filmarchivar
- Schauer, Philipp (* 1958), deutscher Diplomat, Botschafter in Bolivien, Mosambik und Ecuador
- Schauer, Reinbert (* 1943), österreichischer Wirtschaftswissenschaftler und Hochschullehrer
- Schauer, Robert (* 1953), österreichischer Bergsteiger und Filmemacher
- Schauer, Sandra (* 1997), österreichische Mittelstreckenläuferin
- Schauer, Sepp (* 1949), deutscher SchauspielerSepp Schauer (* 1949)

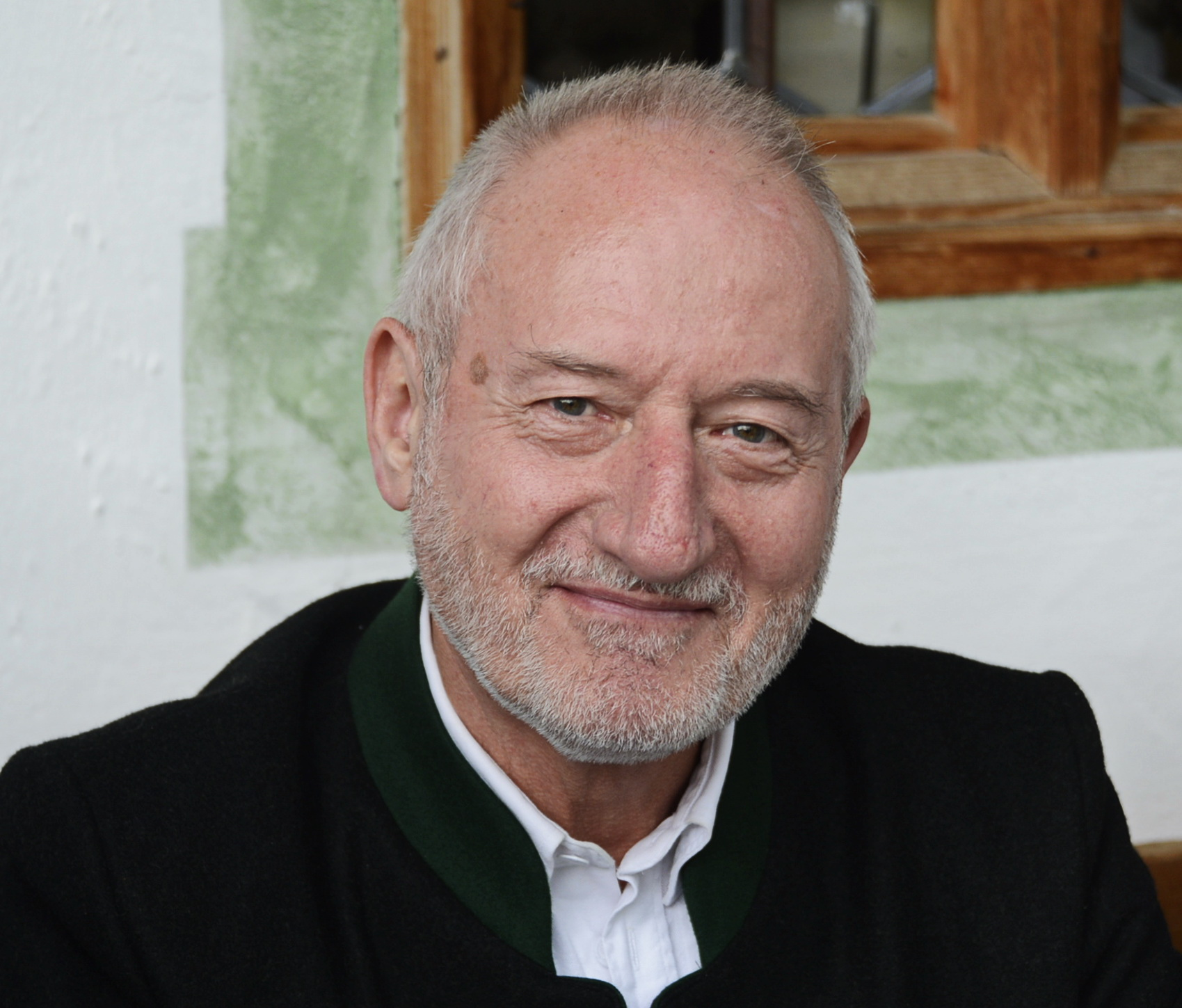
Sepp Schauer (* 1949)

- Schauer, Stefan (* 1983), deutscher Eishockeyspieler
- Schauer-Schoberlechner, Johannes (1884–1955), österreichischer Politiker (LBd), Abgeordneter zum Nationalrat
- Schauerhammer, Dietmar (* 1955), deutscher Bobfahrer
- Schauerova, Mila, tschechoslowakische Fußballspielerin
- Schauers, Joseph (1909–1987), US-amerikanischer Ruderer
- Schauerte, Franz (1848–1910), deutscher römisch-katholischer Priester und Autor
- Schauerte, Günther (* 1954), deutscher Archäologe
- Schauerte, Hartmut (* 1944), deutscher Politiker (CDU), MdL, MdB
- Schauerte, Heinrich (1882–1975), deutscher Theologe, Professor für Religiöse Volkskunde
- Schauerte, Julian (* 1988), deutscher FußballspielerJulian Schauerte (* 1988)

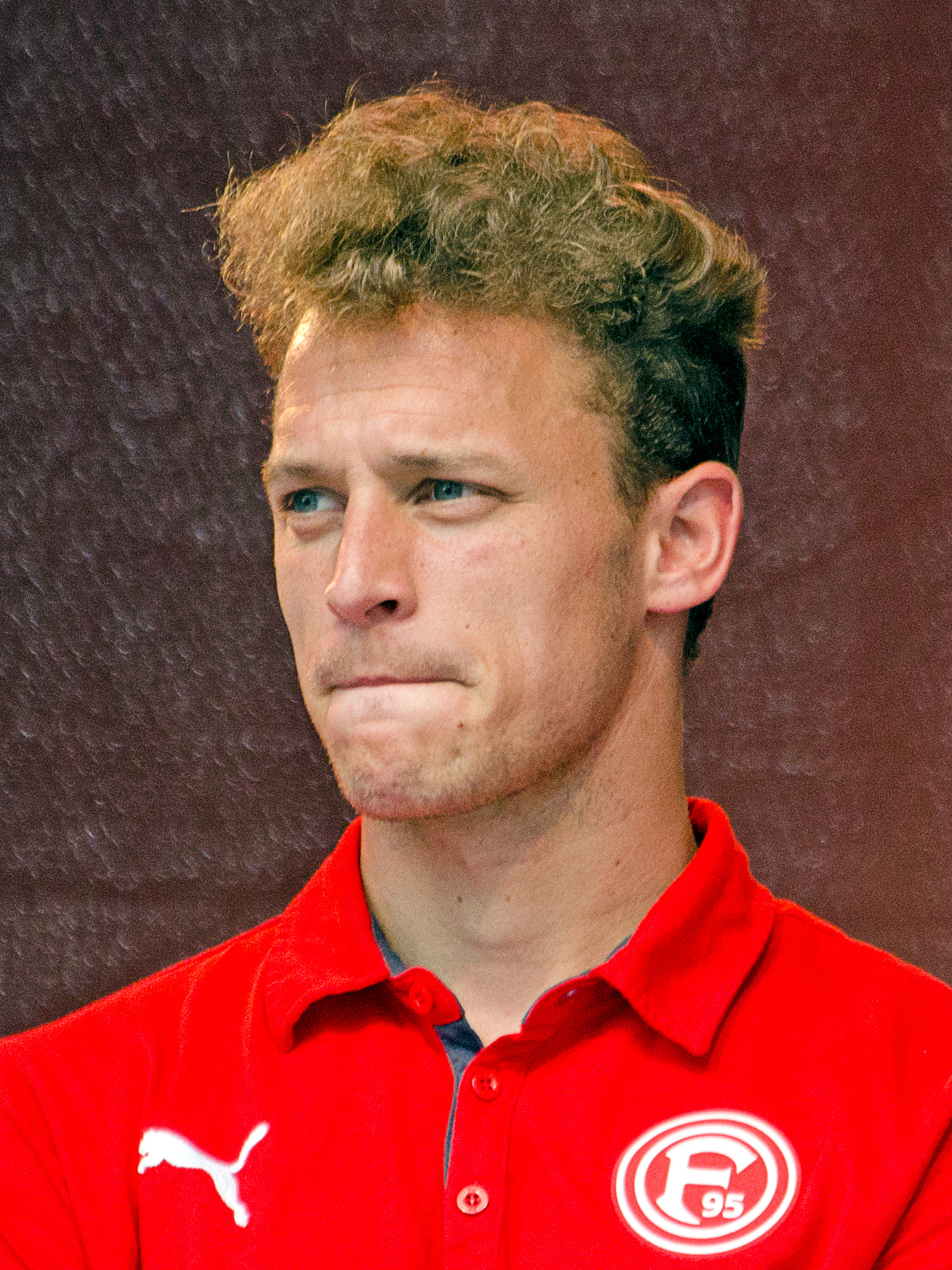
Julian Schauerte (* 1988)

- Schauerte, Nils (* 2002), deutscher American-Football-Spieler
- Schauerte, Thomas (* 1967), deutscher Kunsthistoriker
- Schauerte-Maubouet, Helga, deutsche Organistin

### Schauf
- Schauf, Georg (* 1970), deutscher Kanute
- Schaufel, Frank (* 1957), deutscher Politiker (AfD), MdL
- Schaufelberger, Arnold (1874–1938), russischer Großkaufmann, Börsenmakler
- Schaufelberger, Barbara († 1718), Schweizer Unternehmerin, Druckerin und Bürgersfrau von Zürich
- Schaufelberger, Benedikt (1929–2011), deutscher Kunsterzieher und Bildender Künstler
- Schaufelberger, Leonhard (1839–1894), russischer Architekt, Hofrat und Direktor der Kaiserlichen Werkstätten
- Schaufelberger, Otto (1901–1987), Schweizer Lehrer, Schriftsteller und „Volksdichter“ des Zürcher Oberlandes
- Schaufelberger, Philipp (* 1970), Schweizer Jazzgitarrist und Komponist
- Schaufelberger, Walter (1926–2014), Schweizer Militärhistoriker
- Schaufelbühl, Alex, Schweizer Bildhauer
- Schaufelbühl, Edmund (1831–1902), Schweizer Arzt und Klinikdirektor
- Schaufelbühl, Udalrich (1789–1856), Schweizer Politiker
- Schäufele, Hermann (1906–1977), deutscher Geistlicher und römisch-katholischer Erzbischof von Freiburg
- Schaufele, William E. junior (1923–2008), US-amerikanischer Diplomat
- Schäufele, Wolf-Friedrich (* 1967), deutscher protestantischer Theologe
- Schäufelin, Hans, deutscher Maler und Holzschnittzeichner
- Schaufert, Christoph (* 1969), deutscher Politiker (AfD), MdL
- Schaufert, Hippolyt August (1834–1872), deutscher Dichter
- Schauff, Johannes (1902–1990), deutscher Politiker (Zentrum), MdR
- Schäuffele, Fritz (1916–1991), Schweizer Publizist und Mitarbeiter des Schweizer Fernsehens
- Schauffele, Richard (1903–1983), deutscher Fußballspieler
- Schauffele, Xander (* 1993), US-amerikanischer GolfsportlerXander Schauffele (* 1993)

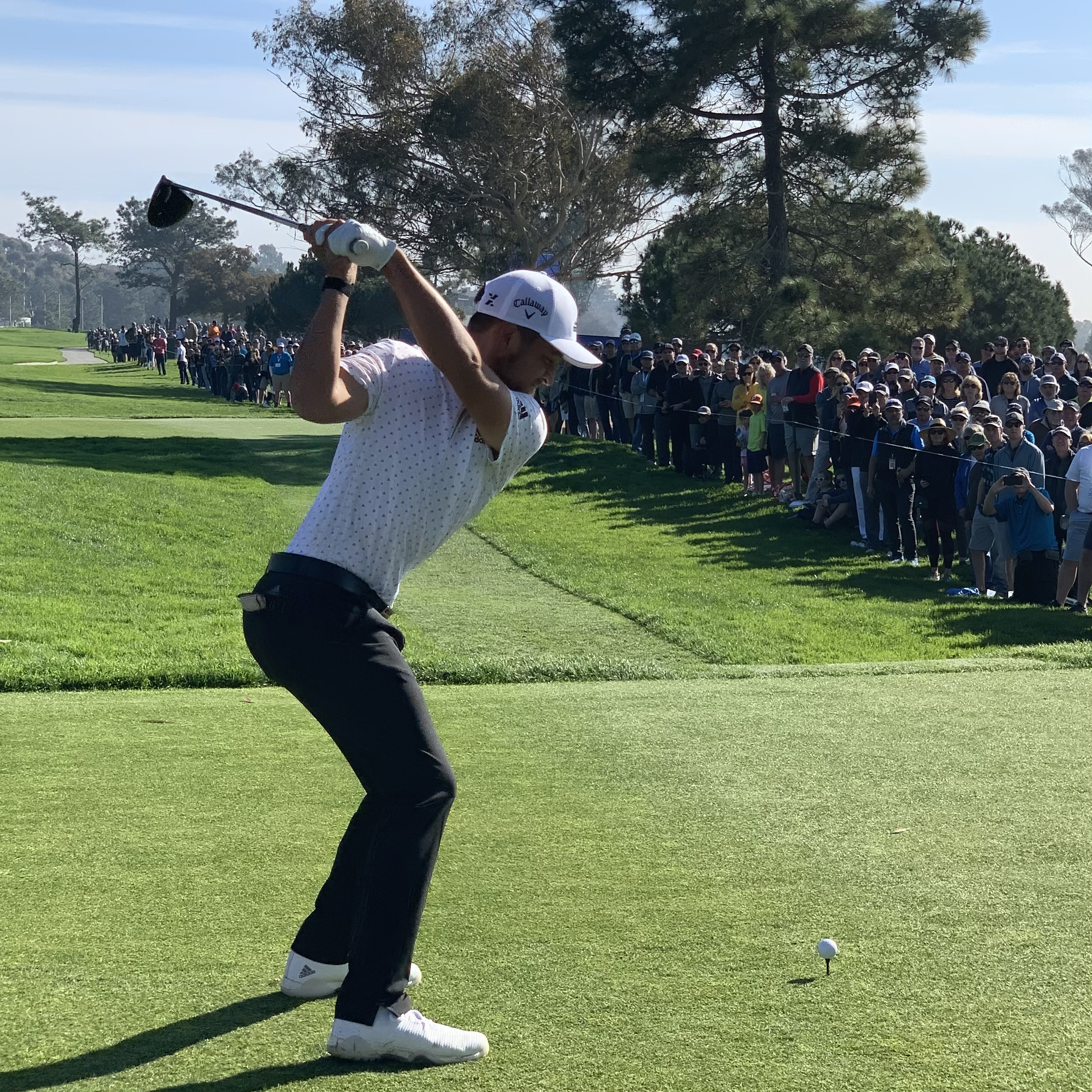
Xander Schauffele (* 1993)

- Schäuffelen, Jakob (* 1967), deutscher Filmregisseur und Drehbuchautor
- Schäuffelen, Karl (1853–1917), Papierfabrikant in Heilbronn
- Schäuffelen, Konrad Balder (1929–2012), deutscher Schriftsteller und Psychiater
- Schauffler, Robert (1879–1964), US-amerikanischer Autor, Cellist und Tennisspieler
- Schauffler, Rudolf (1889–1968), deutscher Kryptoanalytiker
- Schaufler, Birgit, deutsche Pädagogin und Hochschullehrerin
- Schaufler, Edita (* 1980), kirgisch-deutsche Turnerin
- Schaufler, Engelbert (1941–2000), österreichischer Politiker (ÖVP), Mitglied des Bundesrates
- Schaufler, Hermann (1947–2022), deutscher Politiker (CDU), MdL und Jurist
- Schaufler, Jannik (* 1997), deutscher Triathlet
- Schaufler, Peter (1940–2015), deutscher Unternehmer, Kunstsammler und Mäzen
- Schaufuß, Camillo (1862–1944), deutscher Insektenkundler (Entomologe) und Händler von internationalem Ruf
- Schaufuß, Hans (1918–1941), deutscher Schauspieler
- Schaufuß, Hans Hermann (1893–1982), deutscher SchauspielerHans Hermann Schaufuß (1893–1982)

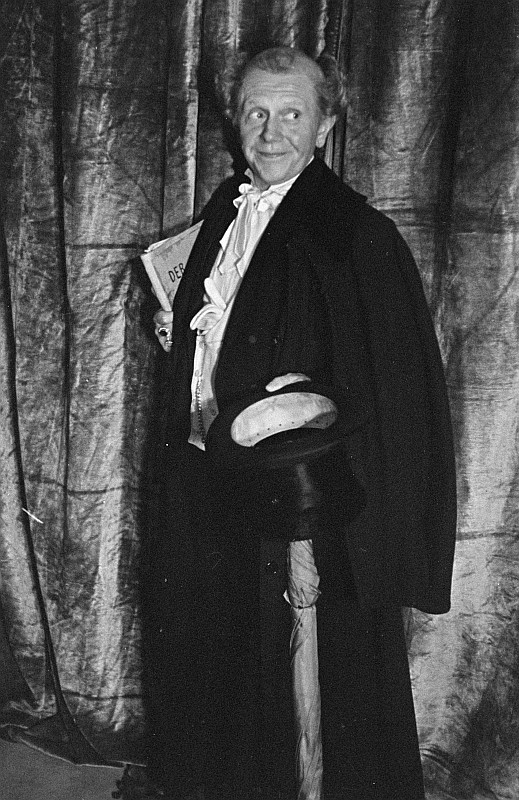
Hans Hermann Schaufuß (1893–1982)

- Schaufuß, Heinrich Gotthelf (1760–1838), sächsischer Hofmaler
- Schaufuß, Jürgen (* 1940), deutscher Politiker (SPD), MdL
- Schaufuß, Ludwig Wilhelm (1833–1890), deutscher Naturwissenschaftler
- Schaufuss, Peter (* 1949), dänischer Tänzer und Choreograf
- Schaufuß, Peter-Timm (1923–1983), deutscher Schauspieler und Kabarettist
- Schaufuß, Thomas (* 1949), deutscher Gastronomiemanager, Sachbuchautor und Unternehmer

### Schauh
- Schauha, Darja (* 2003), belarussische Tennisspielerin
- Schauhoff, Jörg (1943–2024), deutscher Eishockeyspieler
- Schauhoff, Karl-Friedrich, deutscher Eishockeyspieler

### Schaui
- Schauinsland, Hugo (1857–1937), deutscher Zoologe und Museumsdirektor in Bremen

### Schauk
- Schaukal, Lotte von (1908–1993), österreichische Übersetzerin und Herausgeberin
- Schaukal, Richard von (1874–1942), österreichischer Dichter
- Schaukal, Wolfgang (1900–1981), österreichischer Maler und Volksbildner
- Schaukat, Asif (1950–2012), syrischer GeheimdienstchefAsif Schaukat (1950–2012)

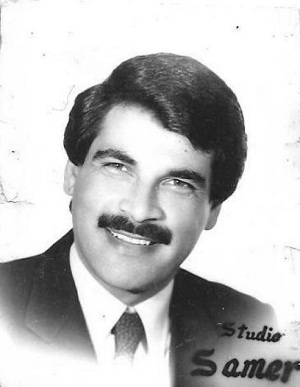
Asif Schaukat (1950–2012)

- Schaukel-Maler, attischer Vasenmaler

### Schaul
- Scha'ul ben Anan, politischer und geistlicher Führer der jüdischen Karäer
- Schaul, Claudine (* 1983), luxemburgische Tennisspielerin
- Schaul, Dora (1913–1999), deutsche Antifaschistin
- Schaul, Hans (1905–1988), deutscher Redakteur
- Schaulow, Lasar Alexandrowitsch (* 1969), russischer Unternehmer
- Schauls, Roland (* 1953), luxemburgischer Maler
- Schaulskaja, Anastassija Romanowna (* 1997), russische Tennisspielerin

### Schaum
- Schaum, Hermann Rudolf (1819–1865), deutscher Entomologe, Arzt und Hochschullehrer
- Schaum, John W. (1905–1988), US-amerikanischer Pianist, Komponist und Klavierpädagoge
- Schaum, Karl (1870–1947), deutscher Chemiker
- Schaum, Reinhard (* 1839), Landtagsabgeordneter Großherzogtum Hessen
- Schaumäker, Margit (1925–2012), deutsche Schauspielerin und Fernsehansagerin
- Schauman, Eugen (1875–1904), finnischer Nationalist
- Schauman, Sigrid (1877–1979), finnische Malerin und Kunstkritikerin
- Schaumann, Adolf (1809–1882), deutscher Jurist und Historiker
- Schaumann, August Ludolf Friedrich (1778–1840), deutscher Beamter, Offizier, General und Schriftsteller
- Schaumann, Axel (* 1961), deutscher Hürdenläufer
- Schaumann, Bernd (* 1947), deutscher freiberuflicher Komponist, Arrangeur, Orchesterleiter, Musiker und Musikpädagoge
- Schaumann, Carl (1865–1938), deutscher Vizeadmiral der Kaiserlichen Marine
- Schaumann, Claudia (* 1977), deutsche Journalistin und SchriftstellerinClaudia Schaumann (* 1977)

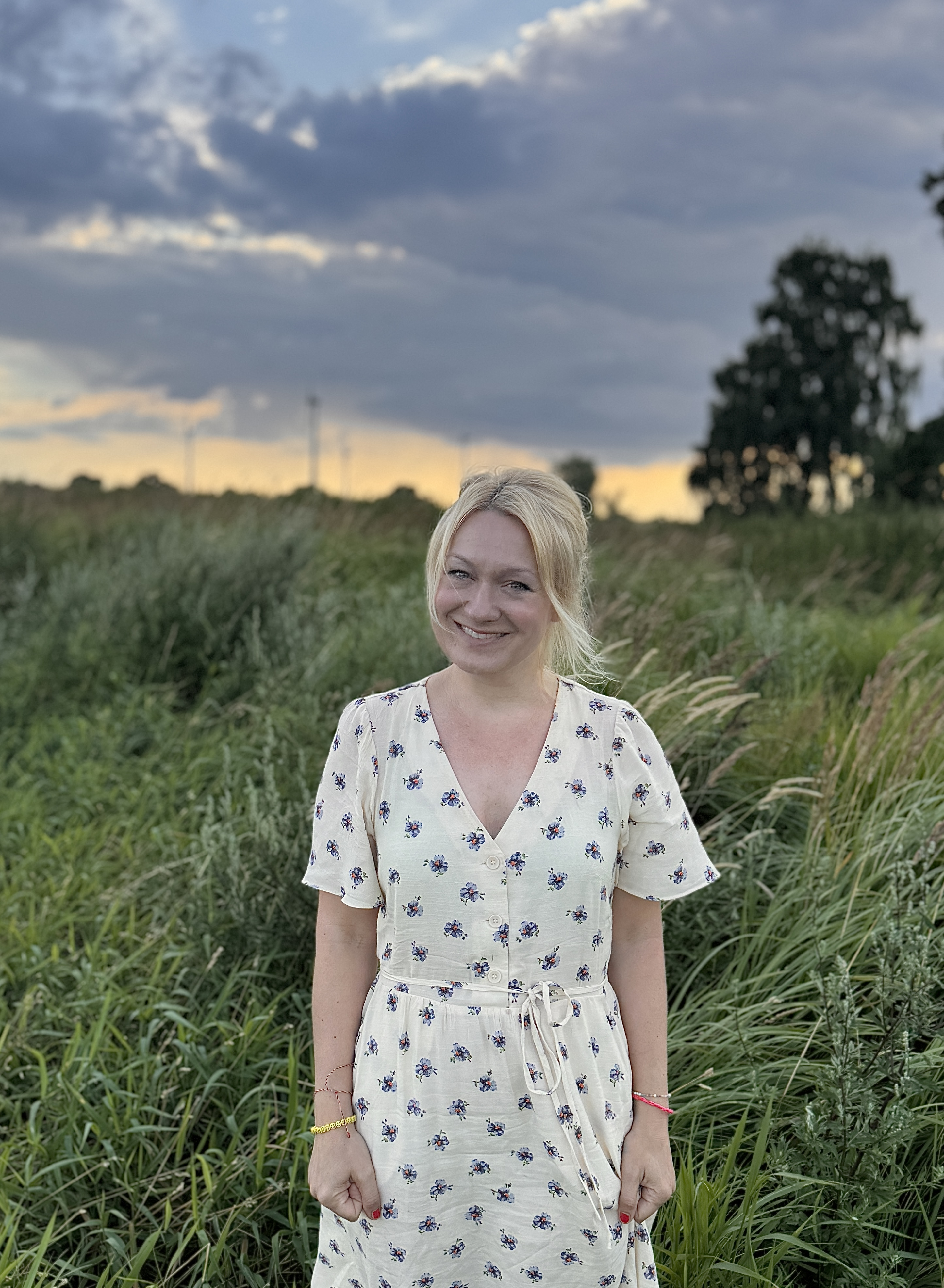
Claudia Schaumann (* 1977)

- Schaumann, Dieter, deutscher Basketballspieler
- Schaumann, Elfriede (1915–1942), deutsche Widerstandskämpferin gegen den Nationalsozialismus
- Schaumann, Elly (* 1907), deutsche Historikerin
- Schaumann, Emmy (1901–1981), deutsche Politikerin (SPD), MdHB
- Schaumann, Ernst (1862–1941), deutscher Maler
- Schaumann, Ernst (1890–1955), deutscher Maler
- Schaumann, Ernst (* 1943), deutscher Chemiker
- Schaumann, Fritz (1946–2017), deutscher Politiker (FDP), MdL
- Schaumann, Gabriele, deutsche Chemikerin und Umweltwissenschaftlerin
- Schaumann, Gerhard (* 1927), deutscher Slawist und Heimatforscher
- Schaumann, Gudrun, deutsche Violinistin
- Schaumann, Gustav (1853–1918), preußischer Oberst im Ersten Weltkrieg
- Schaumann, Gustav (1861–1937), deutscher Architekt und Baubeamter in Lübeck und Frankfurt am Main
- Schaumann, Hans (1913–1999), deutscher Gewerkschafter und Senator (Bayern)
- Schaumann, Heini (1916–1945), deutscher Skisportler und Unteroffizier
- Schaumann, Heinrich (1841–1893), deutscher Maler
- Schaumann, Henrique (1856–1922), deutsch-brasilianischer Apotheker
- Schaumann, Jens Clausin (1808–1866), deutscher Autor und Mathematiker
- Schaumann, Johann Christian Gottlieb (1768–1821), deutscher Philosoph, Pädagoge und Hochschullehrer
- Schaumann, Jörgen Nilsen (1879–1953), schwedischer Dermatologe
- Schaumann, Karl von (1835–1900), preußischer General der Infanterie
- Schaumann, Kurt (1909–1970), deutscher Amateurfilmer
- Schaumann, Otto (1891–1977), österreichischer Chemiker
- Schaumann, Otto (* 1948), deutscher Fußballspieler
- Schaumann, Peter (* 1954), deutscher Bauingenieur
- Schaumann, Rudolf (* 1873), deutscher Architekt und Ingenieur
- Schaumann, Ruth (1899–1975), deutsche Lyrikerin, Schriftstellerin, Bildhauerin und ZeichnerinRuth Schaumann (1899–1975)

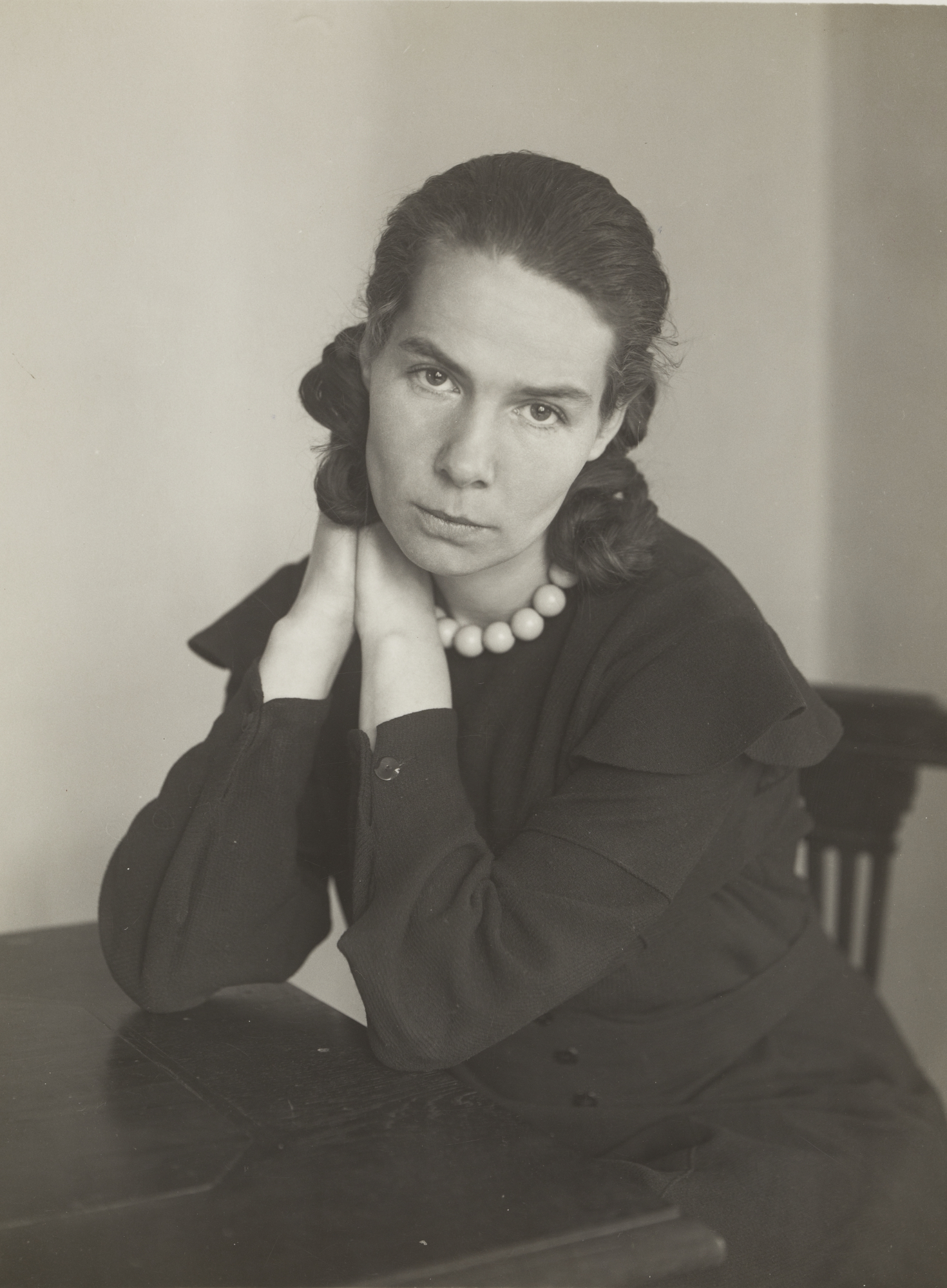
Ruth Schaumann (1899–1975)

- Schaumann, Walther (1923–2004), österreichischer Autor, Bergsteiger, Historiker und Offizier
- Schaumann, Werner (1908–1943), deutsches Opfer der NS-Kriegsjustiz
- Schaumann, Wilfried (1923–1971), Schweizer Jurist
- Schaumasse, Alexandre (1882–1958), französischer Astronom
- Schaumayer, Maria (1931–2013), österreichische Wirtschaftswissenschaftlerin und Politikerin (ÖVP), Landtagsabgeordnete
- Schaumberg, Georg (1855–1931), deutscher Autor
- Schaumberg, Günther (1922–2017), deutscher Fossiliensammler, Kunsterzieher, Kunstmaler, Amateurpaläontologe
- Schaumberg, Kaspar von († 1429), deutscher Benediktinerabt
- Schaumberg, Martin von (1523–1590), Fürstbischof zu Eichstätt
- Schaumberg, Wandula von (1482–1545), deutsche Äbtissin
- Schaumberg, Wilwolt von († 1510), fränkischer Niederadliger und Feldherr
- Schaumberg, Wolfgang (* 1943), deutscher Gewerkschafter
- Schaumberger, Florian (* 1962), österreichischer Bildhauer
- Schaumberger, Hans (1928–2007), österreichischer Maler und Grafiker
- Schaumberger, Heinrich (1843–1874), deutscher Lehrer und Schriftsteller
- Schaumberger, Helmut (* 1971), österreichischer Musiker, Chorleiter und Musikpädagoge
- Schaumberger, Hilde (* 1953), österreichische Politikerin (SPÖ), Landtagsabgeordnete, Mitglied des Bundesrates
- Schaumberger, Johann (1885–1955), deutscher Theologe und Wissenschaftshistoriker
- Schaumburg, Anton von († 1558), Erzbischof des Erzbistums Köln (1557–1558)
- Schaumburg, Brix (* 1990), deutscher Schauspieler und SängerBrix Schaumburg (* 1990)

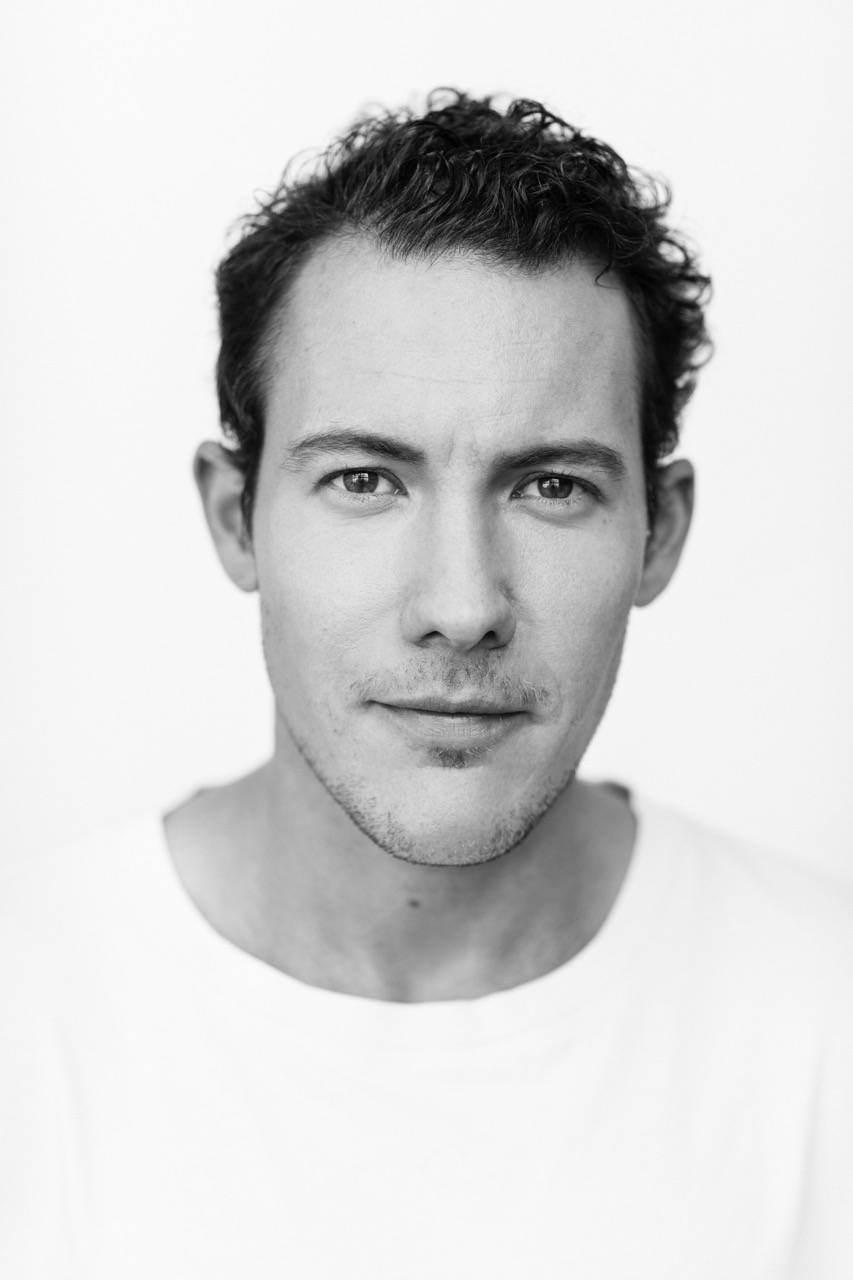
Brix Schaumburg (* 1990)

- Schaumburg, Erich von († 1563), jüngerer Bruder
- Schaumburg, Ernst (1880–1947), deutscher Generalleutnant im Zweiten Weltkrieg sowie Kommandant von Paris
- Schaumburg, Ernst von (1807–1882), preußischer Offizier und Historiker
- Schaumburg, Franz Christian (1788–1868), deutscher Botaniker und Gartenkünstler
- Schaumburg, Fritz (1905–1988), deutscher Leichtathlet
- Schaumburg, Günter (* 1943), deutscher Diskuswerfer
- Schaumburg, Johann Gottfried (1703–1746), deutscher Rechtswissenschaftler und Hochschullehrer
- Schaumburg, Johann Heinrich (1752–1831), deutscher Ornithologe und Taxidermist
- Schaumburg, Julia, deutsche Ökonomin und Klimaaktivistin
- Schaumburg-Ingwersen, Marc (* 1977), deutscher TV-Produzent, Regisseur und Drehbuchautor
- Schaumburg-Lippe, Adelheid zu (1875–1971), Prinzessin zu Schaumburg-Lippe, durch Heirat Herzogin von Sachsen-Altenburg
- Schaumburg-Lippe, Alexander zu (* 1958), deutscher Jurist und Unternehmer, Land- und Forstwirt, Chef des Hauses Schaumburg-LippeAlexander zu Schaumburg-Lippe (* 1958)

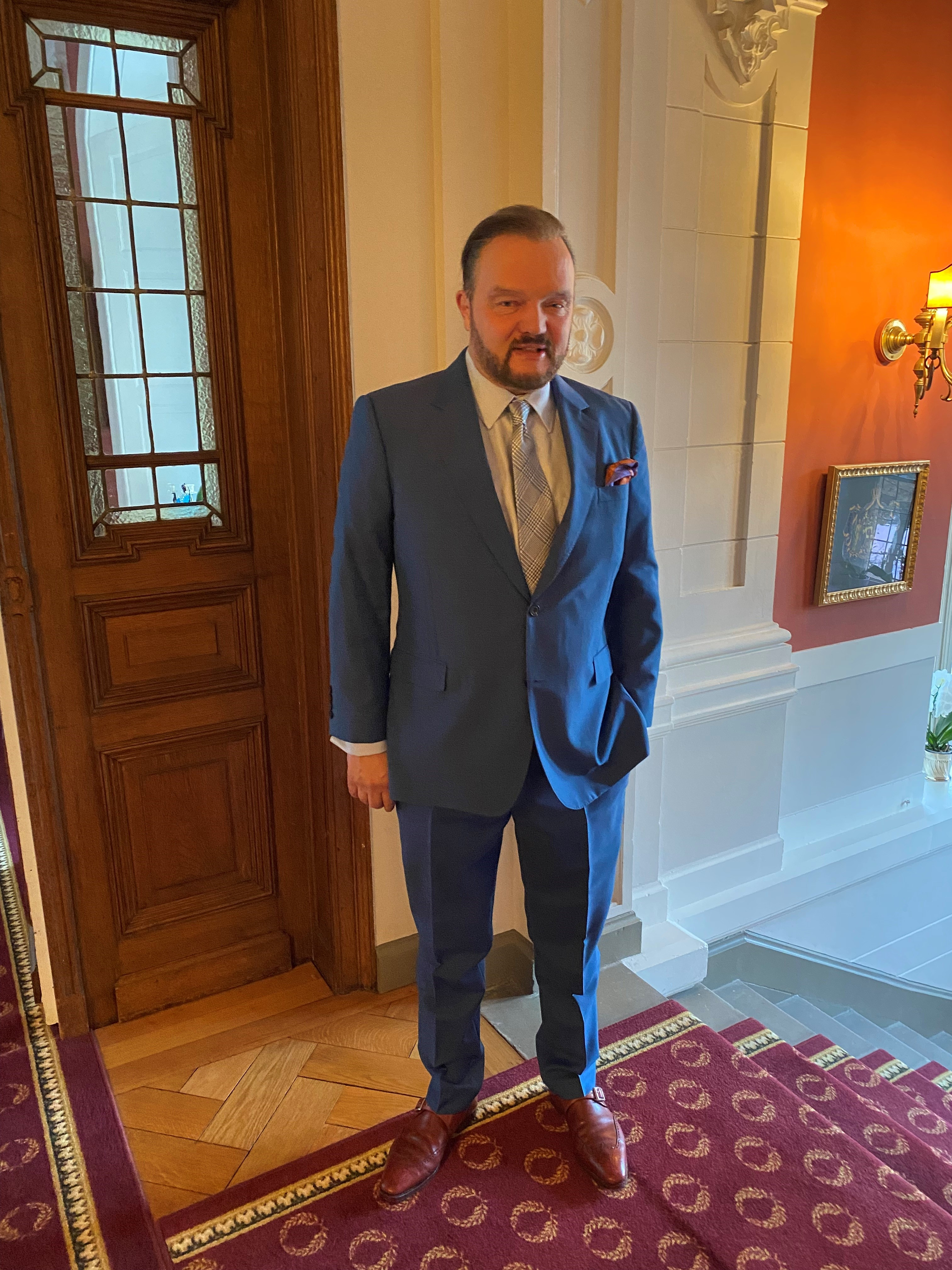
Alexander zu Schaumburg-Lippe (* 1958)

- Schaumburg-Lippe, Bathildis zu (1873–1962), deutsche Adelige, Fürstin von Waldeck-Pyrmont
- Schaumburg-Lippe, Friedrich Christian zu (1906–1983), deutscher Adeliger, Adjutant von Joseph Goebbels und Reichsredner der NSDAP
- Schaumburg-Lippe, Friedrich zu (1868–1945), deutscher Prinz
- Schaumburg-Lippe, Gertraud Prinzessin zu (* 1956), österreichische Politikerin, Landtagsabgeordnete
- Schaumburg-Lippe, Leopold Prinz zu (1910–2006), deutscher Maschinenbauer und Eisenbahner
- Schaumburg-Lippe, Max zu (1898–1974), deutsch-österreichischer Automobilrennfahrer
- Schaumburg-Lippe, Otto Heinrich zu (1854–1935), deutscher Adeliger, Prinz aus dem Hause Schaumburg-Lippe
- Schaumburg-Lippe, Philipp Ernst zu (1928–2003), deutscher Adelsnachkomme, Oberhaupt des Hauses Schaumburg-Lippe
- Schaumburg-Lippe, Stephan zu (1891–1965), Rittmeister, Sturmbannführer und Legationssekretär
- Schaumburg-Lippe, Wolrad zu (1887–1962), Chef des Hauses zu Schaumburg-Lippe
- Schaumlöffel, Karl (1891–1933), Mühlenbesitzer, Mitglied des Provinziallandtages der Provinz Hessen-Nassau

### Schaun
- Schaunberg, Friedrich von († 1494), Erzbischof von Salzburg
- Schaunberg, Johann II. von († 1453), Landmarschall in Niederösterreich, Landeshauptmann von Oberösterreich
- Schaunertschyk, Maksim (* 1985), belarussischer Fußballspieler
- Schaunig, Gaby (* 1965), österreichische Politikerin (SPÖ), LandtagsabgeordneteGaby Schaunig (* 1965)

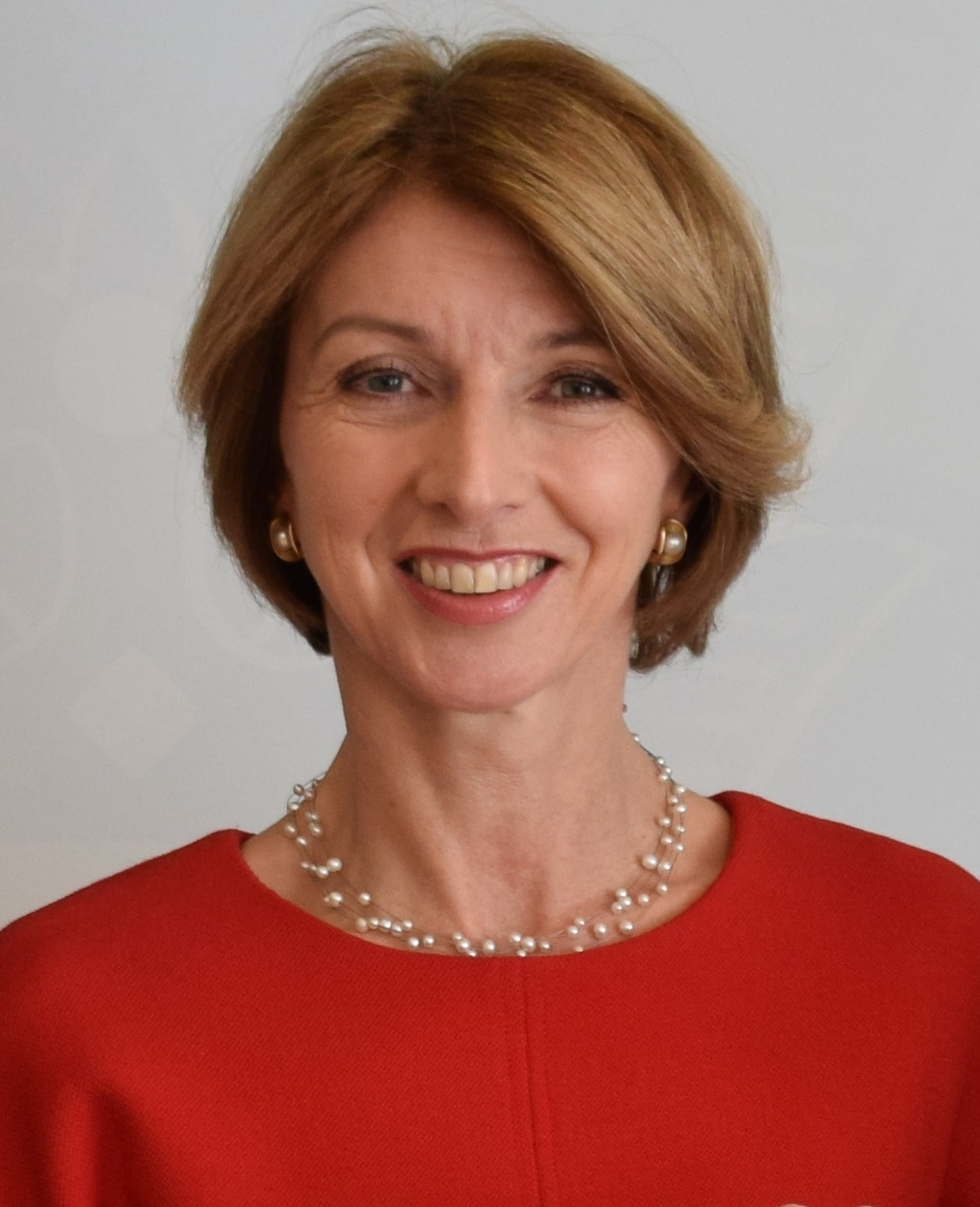
Gaby Schaunig (* 1965)

- Schaunig, Maike (* 1996), deutsche Hockeyspielerin
- Schaunou, Juryj (* 1981), belarussischer Fußballtorhüter

### Schaup
- Schaup, Susanne (* 1940), österreichische Autorin und Übersetzerin
- Schaup, Wilhelm (1838–1899), österreichischer Politiker
- Schaupke, Bernhard (* 1955), deutscher Fußballspieler
- Schaupp, Gottlob (1891–1977), deutscher Architekt
- Schaupp, Johann Christoph (1685–1757), deutscher Edelsteinschleifer und Medailleur
- Schaupp, Peter, deutscher Fußballtorhüter
- Schaupp, Walter (* 1954), österreichischer katholischer Theologe
- Schaupp, Wilhelm (1922–2005), deutscher Architekt, Bauingenieur und Hochschullehrer
- Schaupp-Welsch, Martha (1894–1969), deutsche Illustratorin
- Schauppmeier, Kurt (1921–2021), deutscher Sportjournalist und Buchautor

### Schaur
- Schaurer, Addi (1912–1990), deutscher Künstler
- Schauroth, Carl Friedrich von (1818–1893), deutscher Geologe und Paläontologe
- Schauroth, Delphine von (1813–1887), deutsche Pianistin und Komponistin
- Schauroth, Edward G. (1888–1954), US-amerikanischer Klassischer Philologe
- Schauroth, Friedrich Ernst von (1747–1815), preußischer Generalmajor
- Schauroth, Karl August von (1755–1810), österreichischer Reitergeneral
- Schauroth, Lina von (1874–1970), deutsche Zeichnerin, Graphikerin, Tiermalerin und Kunsthandwerkerin
- Schauroth, Theodor von (1815–1891), preußischer Generalmajor
- Schaurte, Gerhard (1803–1878), deutscher Unternehmer und Bürgermeister von Deutz
- Schaurté, Louis (1851–1934), deutscher Gastronom
- Schaurte, Werner T. (1893–1978), deutscher Ingenieur und Unternehmer
- Schaurte-Küppers, Werner (* 1961), deutscher Unternehmer und Verbandsfunktionär

### Schaus
- Schaus, Emil (1869–1944), deutscher Archivar und Historiker
- Schaus, Eugène (1901–1978), luxemburgischer Politiker, Mitglied der Chambre, MdEP und Minister
- Schaus, Hermann (* 1955), deutscher Politiker (Die Linke), MdL
- Schaus, Lambert (1908–1976), luxemburgischer Politiker
- Schaus, Nadja (* 1984), deutsche Volleyball-Nationalspielerin
- Schaus, Uli (* 1951), deutscher Handballspieler
- Schaus, Wilhelm (1821–1892), deutschamerikanischer Kunsthändler und Galerist
- Schaus, William (1858–1942), US-amerikanischer Entomologe
- Schaus-Sahm, Wilfried (* 1949), deutscher Festivalleiter, Maler, Grafiker, Fotograf und Lyriker
- Schausberger, Franz (* 1950), österreichischer Historiker und Politiker (ÖVP), LandtagsabgeordneterFranz Schausberger (* 1950)

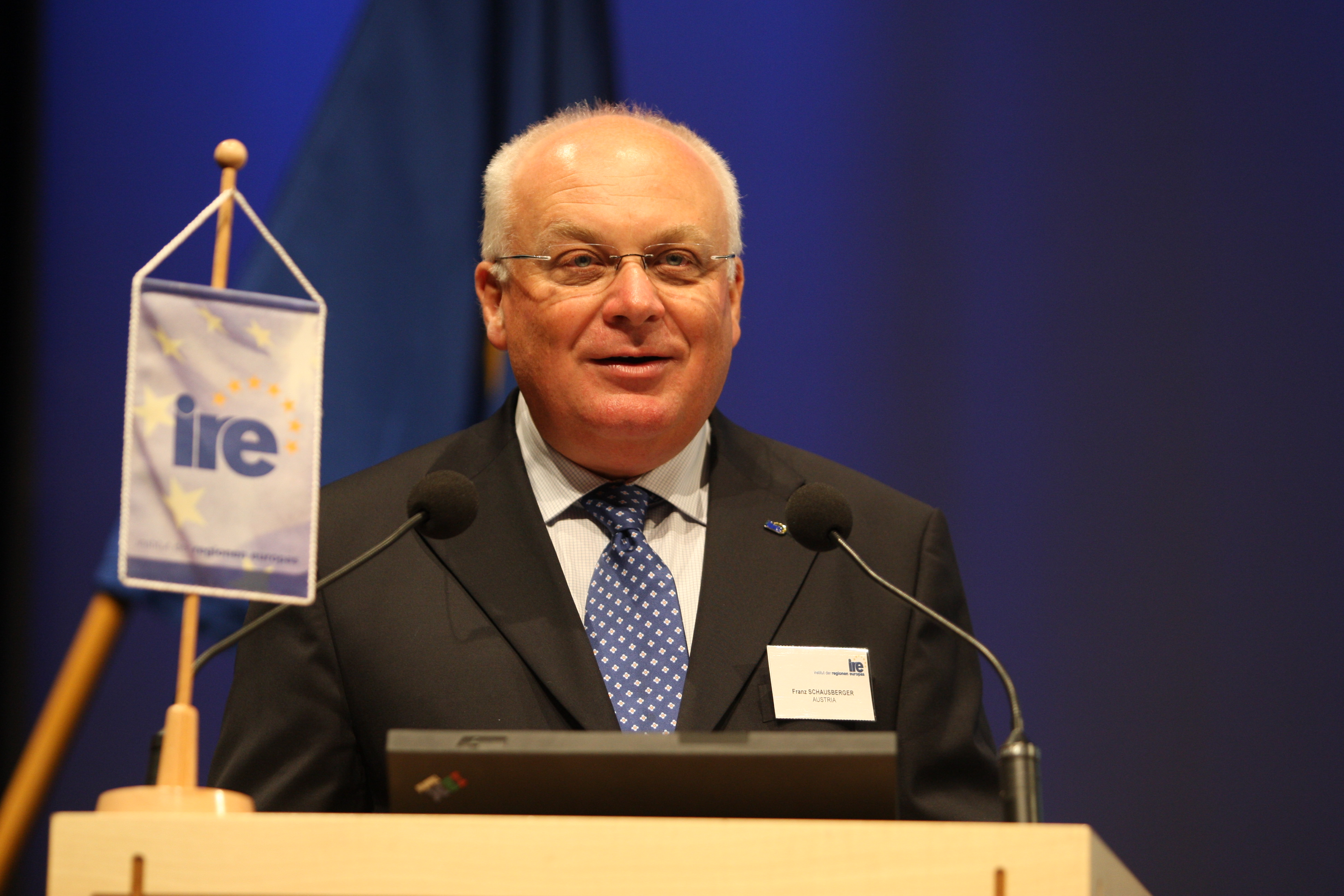
Franz Schausberger (* 1950)

- Schausberger, Michaela (* 1984), österreichische Schauspielerin
- Schausberger, Norbert (1928–2010), österreichischer Historiker
- Schauseil, Frank (* 1967), deutscher Bildhauer
- Schauseil, Wally (1860–1951), deutsche Konzertsängerin (Sopran), besonders von Johannes Brahms und Max Bruch geschätzt
- Schauseil, Wilhelm (1834–1892), deutscher Pianist, Organist, Dirigent, Musikdirektor und Komponist
- Schauss, Alexander G. (* 1948), US-amerikanischer und Autor im Bereich orthomolekulare Medizin und Ernährung
- Schauß, Anton von (1800–1876), deutscher Jurist, Mitglied der Frankfurter Nationalversammlung
- Schauß, Emil von (1833–1900), deutscher Jurist in der Finanzverwaltung Bayerns
- Schauss, Ernst (1906–1972), deutscher Politiker (FDP), MdL
- Schauss, Ferdinand (1832–1916), deutscher Porträt- und Genremaler
- Schauß, Friedrich von (1832–1893), deutscher Jurist, Bankdirektor und Politiker (NLP), MdR
- Schauß, Hans-Joachim (1933–2013), deutscher Gebrauchsgrafiker, Typograf und Buchautor
- Schauß, Horst (* 1945), deutscher Fußballspieler
- Schauß, Martin (1867–1927), deutscher Bildhauer und Medailleur
- Schauss, Rudolf (1957–2016), österreichischer Fußballspieler
- Schauß-Flake, Magdalene (1921–2008), deutsche Komponistin
- Schausten, Bettina (* 1965), deutsche Journalistin und ModeratorinBettina Schausten (* 1965)

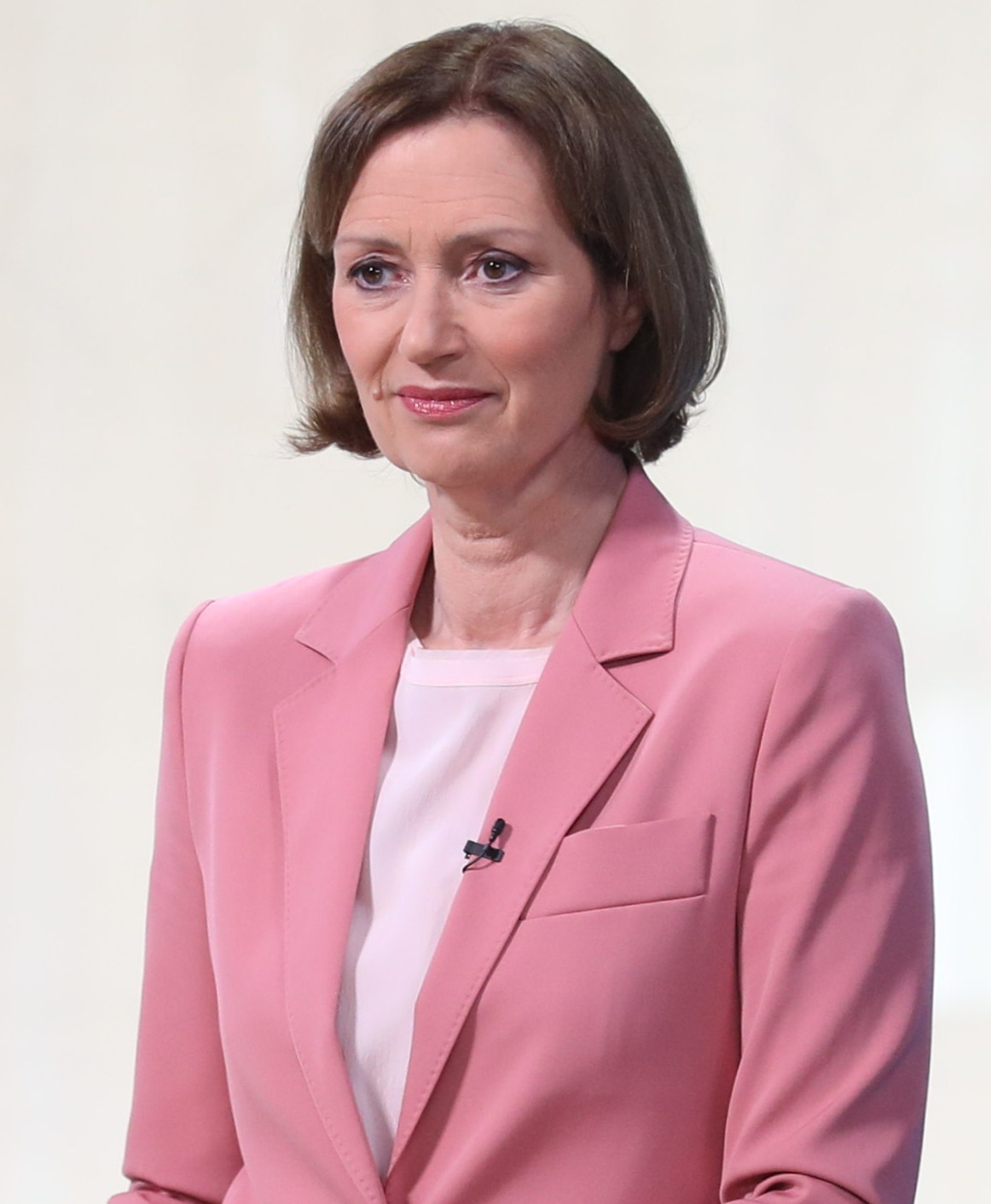
Bettina Schausten (* 1965)

- Schausten, Jutta (1973–2021), deutsche Ruderin
- Schausten, Monika (* 1963), deutsche Germanistin und Hochschullehrerin

### Schaut
- Schauta, Friedrich (1849–1919), österreichischer Gynäkologe
- Schauta, Markus (* 1976), österreichischer Journalist und Autor
- Schauten, Hermann (1905–1974), deutscher Maler
- Schautschenka, Sjarhej (* 1998), belarussischer Radrennfahrer
- Schautz, Irmela (* 1973), deutsche Illustratorin und Grafikerin
- Schautzer, Max (1940–2025), österreichischer Moderator und SchauspielerMax Schautzer (1940–2025)

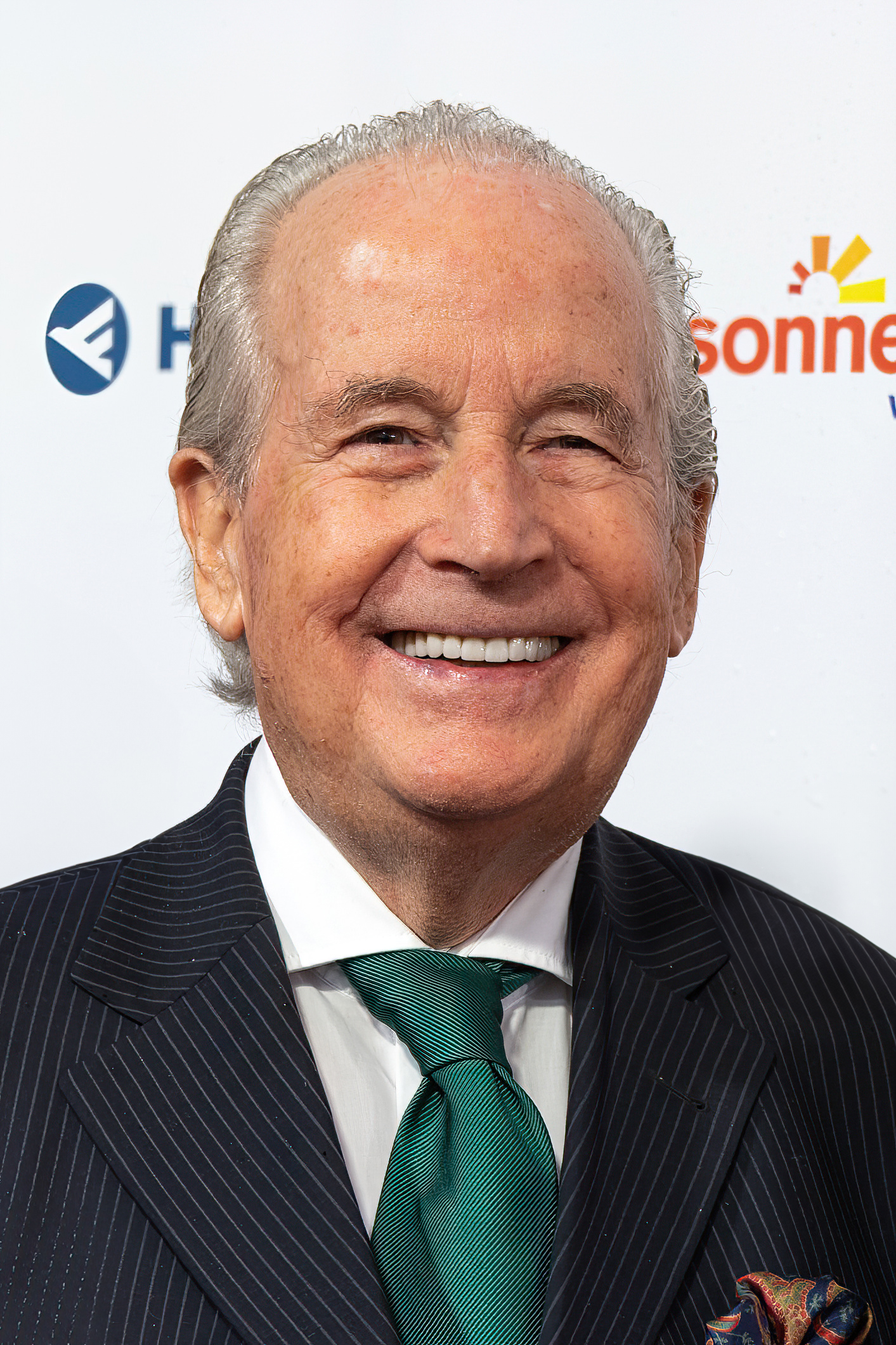
Max Schautzer (1940–2025)

- Schautzer, Sabina (* 1958), österreichische Politikerin (GRÜNE), Landtagsabgeordneter

### Schauw
- Schauwecker, Christof (* 1986), Schweizer Politiker (Grüne)
- Schauwecker, Detlev (* 1941), deutscher Japanologe
- Schauwecker, Franz (1890–1964), deutscher Schriftsteller und Publizist
- Schauwecker, Freddy (* 1943), deutscher Jazzmusiker (Posaune, Bandleader), Werbefachmann und Autor
- Schauwecker, Heinz (1894–1977), deutscher Arzt und Schriftsteller
- Schauwecker, Ludwig (1929–2017), deutscher Romanist und Linguist
- Schauwienold, Fritz-Günter (* 1934), deutscher Wirtschaftsjurist und Sportfunktionär
- Schauws, Ulle (* 1966), deutsche Politikerin (Bündnis 90/Die Grünen), MdB

### Schauz
- Schauzu, Siegfried (* 1939), deutscher Motorradrennfahrer